# Notre-Dame de Betania
Notre-Dame de Betania, également connue sous le nom de Notre-Dame Réconciliatrice de tous les Peuples ou Réconciliatrice des Peuples est le nom donné à la Vierge Marie à la suite des apparitions mariales de Betania au Venezuela de 1976 à 1989. Ces apparitions sont officiellement reconnues par l'évêque du lieu en 1987.
Débutée dans ce sanctuaire vénézuélien, cette dévotion se répand lentement dans le monde, à travers les pèlerinages et les communications de la « Fondation Betania », créée par la voyante Maria Esperanza Medrano de Bianchini pour diffuser le message qu'elle aurait reçu de la Vierge Marie.

## Les apparitions
Historique

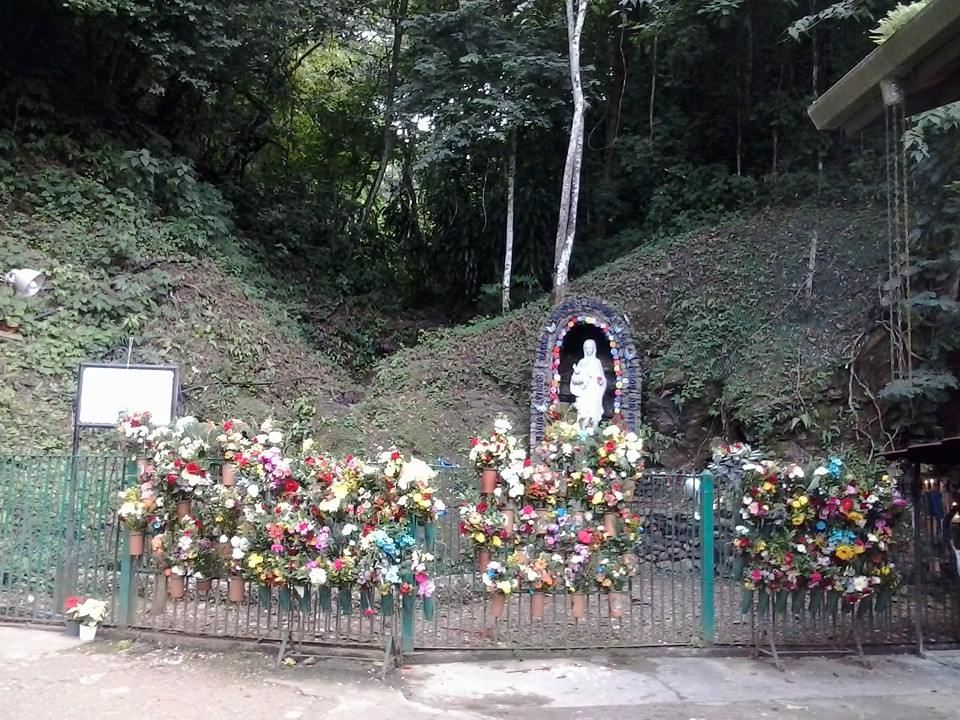
Le lieu de la première apparition, aujourd'hui.

Le 25 mars 1976 a lieu la première apparition à Maria Esperanza Medrano de Bianchini dans une grotte près d’une petite rivière au pied d’une colline. Chaque année, le 25 mars, Maria Esperanza et des croyants ou des curieux se rassemblent à la grotte. Marie se présente à elle comme « la réconciliatrice de tous les peuples ». Le 25 mars 1984, une centaine de personnes disent avoir vu la Vierge Marie à la grotte, en même temps que la voyante,.
Reconnaissance
Après une enquête canonique de trois années, Mgr Bello Ricardo, évêque de Los Teques proclame l’authenticité des apparitions dans une lettre pastorale le 21 novembre 1987,.
Les apparitions se poursuivent jusqu'en 1989, pour la voyantes et quelques autres croyants qui l'accompagnent,.

## Description
L'apparition a été « vue et décrite » par plusieurs personnes comme ressemblant à diverses représentations connues de la Vierge tels que Notre-Dame de Lourdes, Notre-Dame du Mont-Carmel, Notre-Dame des Miracles ou Notre-Dame des Douleurs. Néanmoins, la voyante Maria Esperanza a décrit la Vierge lors de l'une de ses apparitions sous une représentation qui lui est spécifique : celle d'une Vierge à l'Enfant, portant l'Enfant-Jésus de son bras droit, et tenant dans sa main gauche un chapelet,. 
Marie (sous le titre de Notre-Dame de Betania) est représentée avec les cheveux jusqu'aux épaules et la tête découverte. Le drapé de sa robe est repris au-dessus de son bras gauche. Le chapelet qu'elle tient à sa main gauche peut être non sculpté mais posé sur la statue. La Vierge est debout sur un globe hémisphérique. Une rose est parfois placée dans sa main gauche. L'Enfant-Jésus est nu, simplement recouvert d'un tissu à la ceinture.
Une statue représentant la Vierge sous cette forme a été placée dans le sanctuaire, sur le lieu des apparitions. Des copies de cette statue sont diffusées pour les fidèles.

## Notoriété et influence

### Le sanctuaire marial de Betania

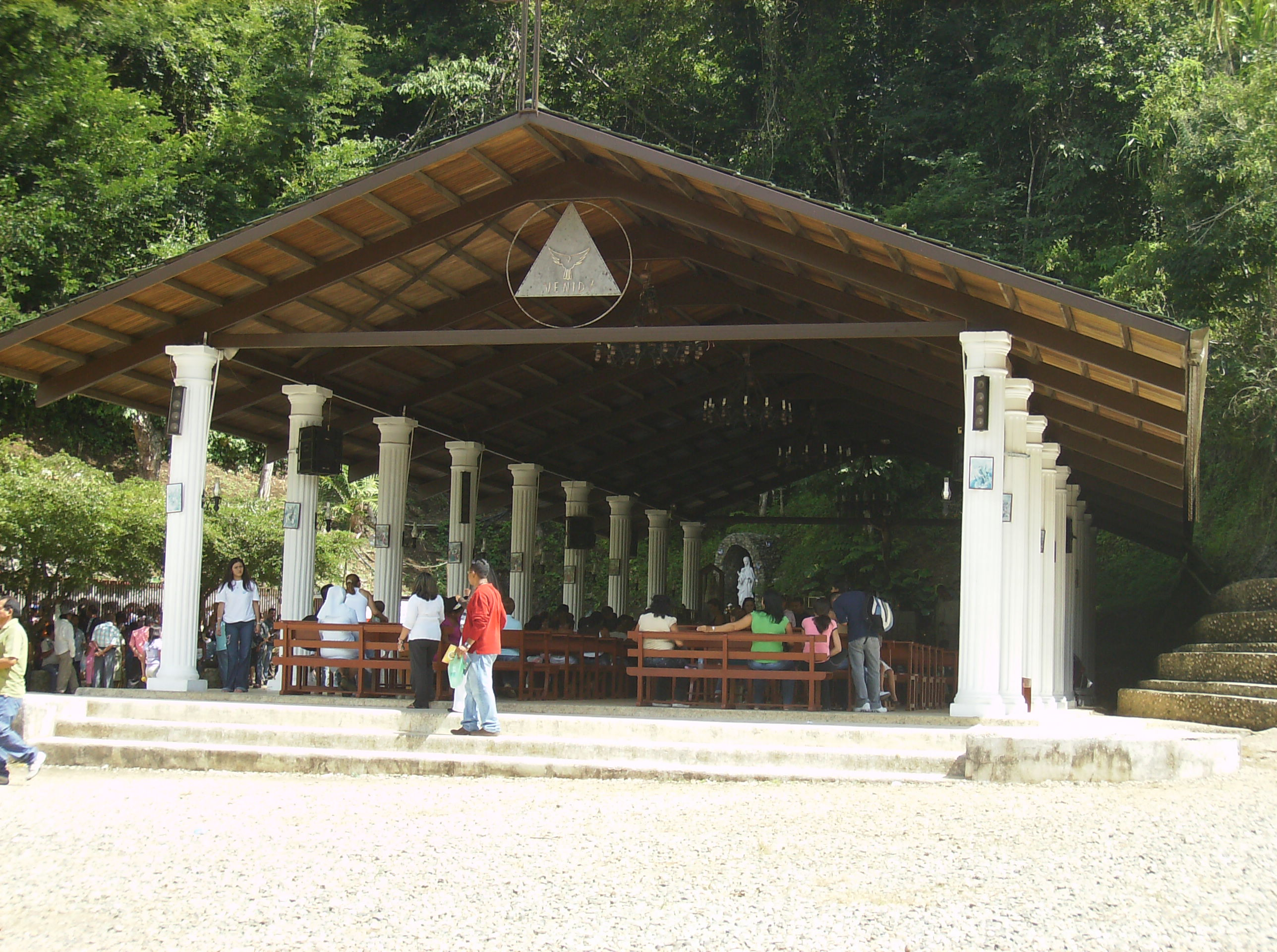
L'église du sanctuaire.

En 1987, lors de la reconnaissance des apparitions, Mgr Pio Bello Ricardo autorise la construction d'une église dédiée à « Marie Réconciliatrice des Peuples », ainsi que d'un centre d'accueil et d'assistance aux pauvres. Pour ce faire, les propriétaires font don de 4 ha de terrain au diocèse pour y construire le lieu de culte,.
En 2009, la conférence épiscopale du Venezuela donne au sanctuaire le titre de « sanctuaire diocésain »,.
Les autorités du sanctuaire déclarent que la fréquentation internationale des pèlerins augmente régulièrement.